# 農民文学
農民文学（のうみんぶんがく）は、農民に関連する文学の総称。特に、農民の生活を題材とした文学をいう。農民による文学そのものを指す場合もある。「都市文学」に対する語。自然主義文学から派生した。1920年代からプロレタリア文学が興隆した頃には、プロレタリア文学運動の影響を受け、小作争議などの地主とのたたかいを題材にした作品もあらわれた。

## 作品の例
日本の近代文学における農民文学の主な作品は以下の通りである。
- 真山青果『南小泉村』(1907)
- 中村星湖『少年行』(1907)
- 長塚節『土』(1911)
- 小林多喜二『不在地主』(1929)
- 和田伝『沃土』(1937)
- 住井すゑ『農婦譚』（1940）

## 日本農民文学会
1954年、和田伝や伊藤永之介らを中心として「日本農民文学会」が結成された。日本農民文学会は1955年に『農民文学』という機関誌（文芸雑誌）を創刊し、翌年に「農民文学賞」が創設された。農民文学賞の受賞者は宗谷真爾、草野比佐男などである。